# Ever Since Eve
Ever Since Eve is een Amerikaanse filmkomedie uit 1937 onder regie van Lloyd Bacon.

## Verhaal
De bazen van Marge Winston hebben meer oog voor haar uiterlijk dan voor haar talenten. Ze besluit haar uiterlijk te veranderen, zodat ze er minder aantrekkelijk uitziet. Op die manier krijgt ze een baan als secretaresse bij de schrijver Freddy Matthews, die zo vlug mogelijk zijn volgende boek moet afwerken. Hij ziet Marge amper staan, maar wordt wel smoorverliefd op een andere mooie vrouw. Hij weet niet dat het in feite gewoon zijn secretaresse is.

## Rolverdeling
| Acteur              | Personage                         |
| ------------------- | --------------------------------- |
| Marion Davies       | Marge Winton                      |
| Robert Montgomery   | Freddy Matthews                   |
| Frank McHugh        | Mabel DeCraven                    |
| Patsy Kelly         | Sadie Day                         |
| Allen Jenkins       | Jake Edgall                       |
| Louise Fazenda      | Abbie Belldon                     |
| Barton MacLane      | Al McCoy                          |
| Marcia Ralston      | Camille Lansing                   |
| Frederick Clarke    | Alonzo                            |
| Arthur Hoyt         | Hotelhouder                       |
| Mary Treen          | Beambte                           |
| Harry Hayden        | Voorzitter van de Zuiverheidsliga |
| Pierre Watkin       | Barton                            |
| John T. Murray      | Lowell                            |
| William B. Davidson | Henderson                         |